# 명금영
명금영(1982년 7월 20일 ~ )은 대한민국의 성우이다. 2012년 KBS 37기 공채 성우로 데뷔하였다.

## 출연 작품

### TV 애니메이션
- 인사이드 아웃 - 라일리 엄마의 기쁨
- 호비와 쿠우의 어드밴처 - 베니
- CBN 3D 성경 애니메이션 슈퍼북(Superbook) 시즌 1, 시즌2

### 외화
- 닥터후 시즌 8(KBS) - 여자 교사, 코트니의 엄마(그레이시 골드먼), 안젤리나의 엄마(다이애나 캐티스)
- 닥터후 시즌 9(KBS) - 오도넬(모븐 크리스티)

### 영화
- 오즈: 그레이트 앤드 파워풀(KBS) - 서커스 단원(애비게일 스펜서) / 오즈의 세계 사람(줄리 게쉔슨)
- 터미네이터 제니시스 (KBS) - 어린 카일(브라이언트 프린스)

### CF 광고
- 스파마린
- '채선당'
- 스텔라아르투아 'The life Artois' 시리즈

### 라디오
- KBS 라디오 독서실
- 김광진의 경제포커스
- 다큐멘터리 혁신의 승부사
- KBS 소설극장
- KBS 라디오 극장
- 경제포커스
- KBS 책 읽는 밤